# Villa Cramer von Clausbruch

Um 1900: Die Villa von der Bismarckstraße gesehen

1893: Die Rückseite über die Oker hinweg gesehen.

Ansichtskarte (um 1900): Blick in die Bismarckstraße, Richtung Südosten. Das Gebäude (mit Turm) am Ende der Straße ist die Cramer von Clausbruchsche Villa.

Die Villa Cramer von Clausbruch, auch Cramer von Clausbruchsche Villa genannt, in der Bismarckstraße 10/10a in Braunschweig wurde 1889/90 nach Plänen des Braunschweiger Architekten Constantin Uhde erbaut. Das Gebäude steht heute unter Denkmalschutz.

## Geschichte
Friedrich August Cramer von Clausbruch (1854–1927), Hofmarschall des Herzogs von Braunschweig, beauftragte den bekannten Architekturprofessor Constantin Uhde mit dem Bau einer großzügigen, herrschaftlichen Villa direkt an der Oker im heutigen östlichen Ringgebiet der Stadt in der in den 1880er Jahren angelegten Bismarckstraße.
Die Cramer von Clausbruchsche Villa gehört zu Uhdes wichtigsten Privatbauprojekten. Uhde stand bei seinem Entwurf unter dem frischen Eindruck seiner Studienreisen nach Spanien. So findet sich in der ursprünglichen Bauausführung eine Mischung mehrerer architektonischer Stilelemente. Neben der italienischen Renaissance fügte Uhde dem Bau arabeske maurische Elemente hinzu, wie er sie in Südspanien gesehen hatte. Auch setzte er hier zum ersten Mal in größerem Umfang den relativ neuen Werkstoff Kunststein ein. Der Entwurf ähnelt in der Ausführung sehr der von Uhde 1883 entworfenen Villa Jüdel, die sich nur 600 m entfernt befand.
Das kubisch gestaltete Haus hat zwei Etagen mit einem Mezzanin darüber. Ursprünglich hatte die Villa ein Flachdach. Zur Straßenseite war die Gebäudefront streng symmetrisch aufgebaut. Zwei Eckrisalite rahmten den fünfachsigen Mittelbau mit Balustrade ein. In seinem Zentrum befanden sich drei hohe Fenster mit Hufeisenbögen auf schlanken Säulen. Darüber im Mezzanin wiederum drei runde Fenster mit Arabeskenfüllungen. Diese Füllungen bestanden aus bunten Majolikafliesen, die wie die verwendeten Klinker von den Siegersdorfer Werken aus Niederschlesien stammten. Zur Park- und Okerseite hat das Gebäude einen runden Eckturm sowie einen viereckigen zentralen Turm. Darüber hinaus befanden sich auf dieser Seite mehrere Risalite und aufwendige Terrassen. Die polychromen Ziegelsteine und sonstigen Baumaterialien verliehen dem Bauwerk eine mediterrane Ausstrahlung. Ausführendes Unternehmen war die Firma Fröhlich & Baumkauff, mit der Uhde häufig zusammenarbeitete.

### 1918–1932: Weimarer Republik
In der Folge der Novemberrevolution in Braunschweig und des damit verbundenen Zusammenbruchs des Herzogtums Braunschweig durch die Abdankung des letzten Welfen-Herzogs Ernst August von Braunschweig-Lüneburg am 8. November 1918, zog sich Friedrich August Cramer von Clausbruch auf das 15 km südöstlich Braunschweigs gelegene Familiengut Lucklum zurück, wo er zusammen mit Ehefrau Helene Adele, geb. Frerichs (1860–1949) und der gemeinsamen Tochter Ilse (1882–1952) lebte. Dort starb er 1927. Ab 1920 wohnten verschiedene Personen und Familien in dem großen Haus in der Bismarckstraße – unter ihnen der Industrielle Gustav Schmalbach. 1932 kaufte die katholische Gemeinde St. Nicolai (→ Nicolai-Kirche) das Gebäude.

### 1933–2016: St.-Vinzenz-Krankenhaus

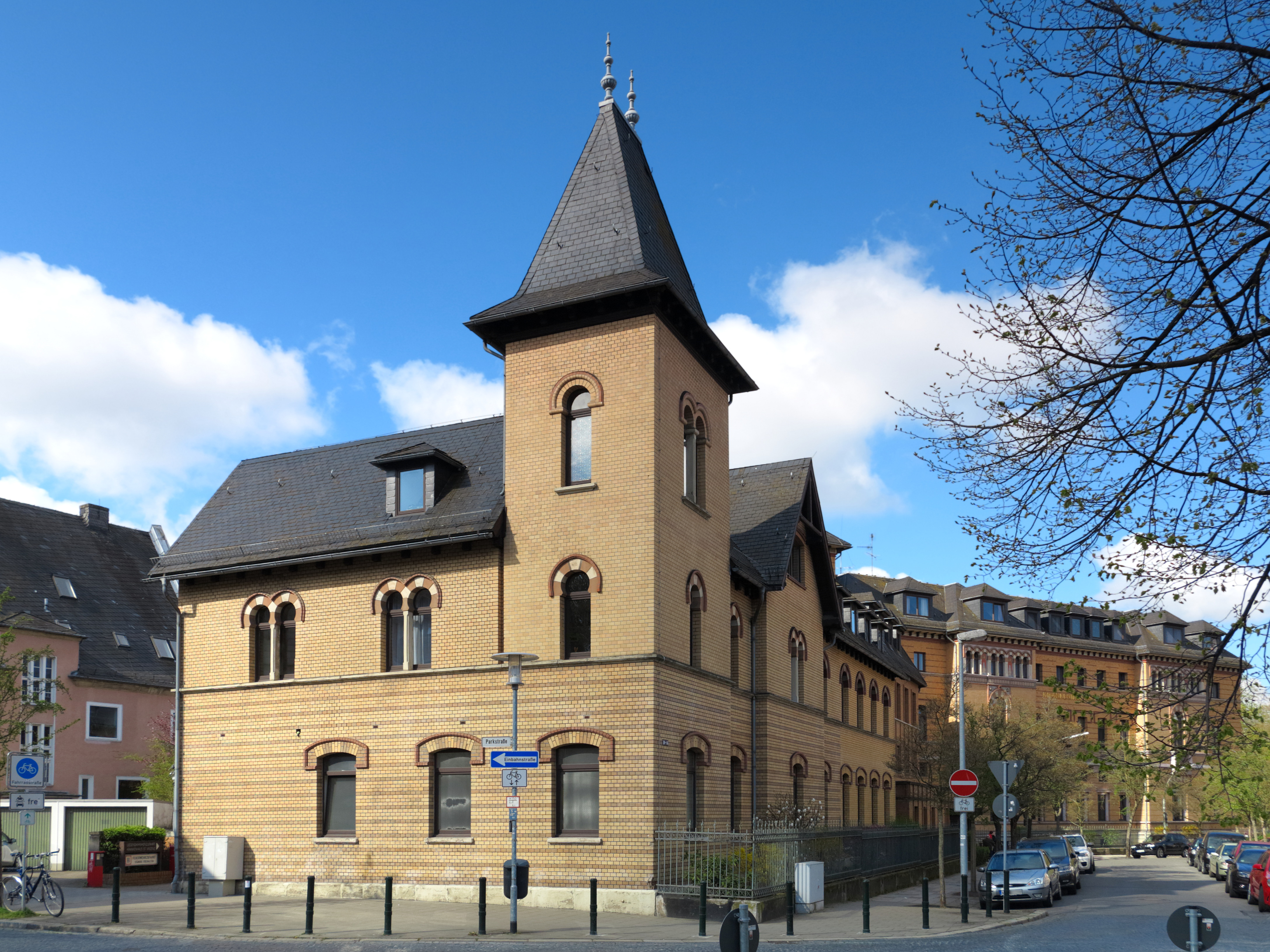
2015: Ostflügel des Krankenhauses mit integrierter ursprünglicher Villa rechts im Hintergrund.

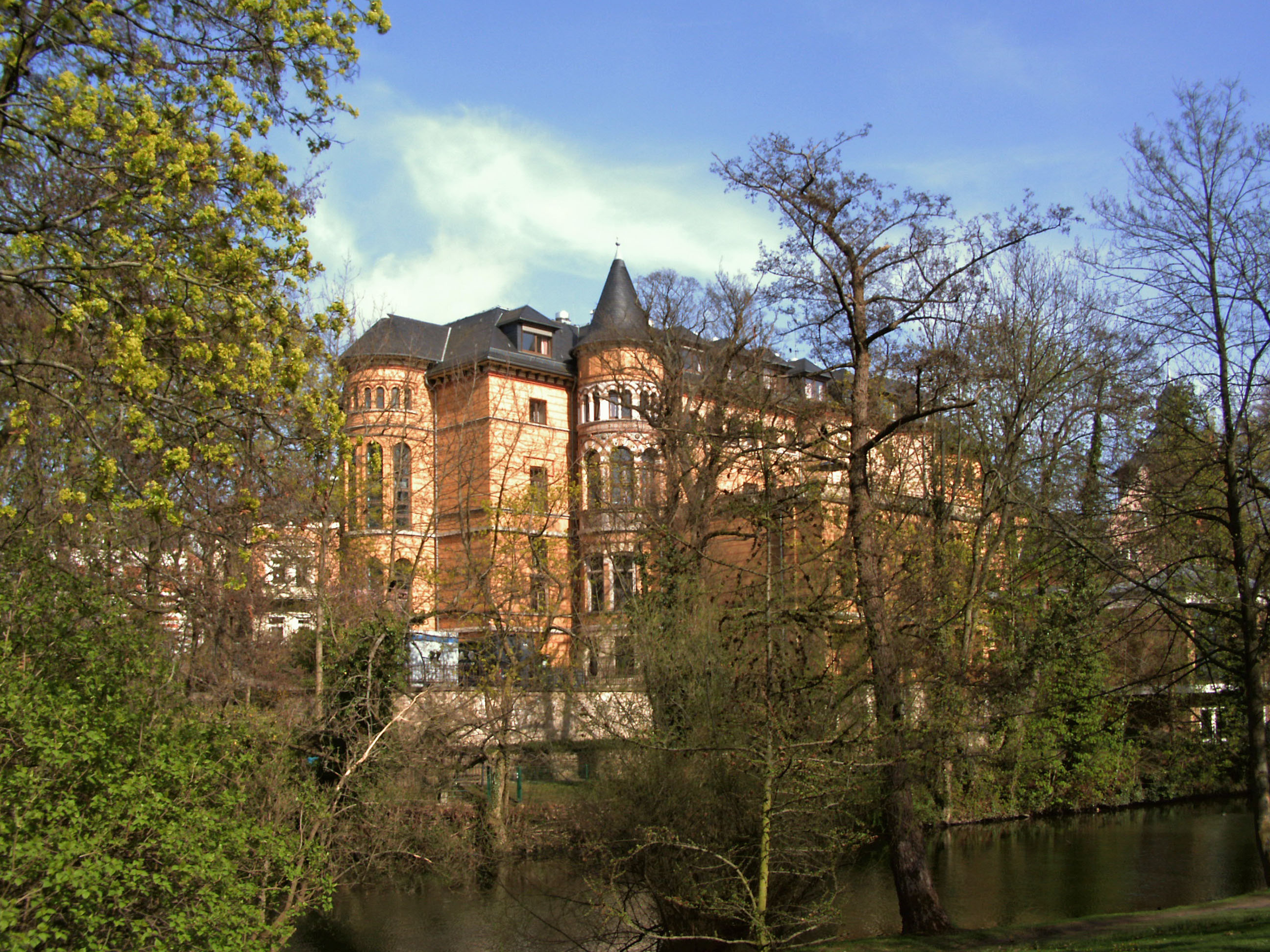
2011: Teil des ursprünglichen Gebäudes von der Parkseite über die Oker hinweg gesehen.

Die St.-Vinzenz-Gemeinde baute das Gebäude anschließend, auch durch Anbauten, zu einer Privatklinik mit 90 Betten um. Die Pflege der Patienten übernahmen die Barmherzigen Schwestern vom hl. Vinzenz von Paul aus dem 45 km südwestlich Braunschweigs gelegenen Hildesheim.
Durch alliierte Bombenangriffe während des Zweiten Weltkrieges wurde das Krankenhaus schwer beschädigt. Am 12. Februar 1944 wurde das Hauptgebäude durch eine Bombe schwer getroffen, konnte aber schnell wieder instand gesetzt werden. Beim schwersten Angriff auf Braunschweig am 15. Oktober 1944 wurde es aber erneut schwer beschädigt. Nach Kriegsende konnte ein Notbetrieb aufgenommen werden, da Hauptküche und Wäscherei sowie die Röntgenabteilung den Krieg unbeschadet überstanden hatten. 1946 wurde ein Notoperationsraum eingerichtet und das Hauptgebäude nach und nach wieder instand gesetzt. Ende 1947 konnte der Normalbetrieb des Krankenhauses schließlich wieder aufgenommen werden.
1966 wurde der Betrieb durch Umbauten und einen Neubau auf 130 Betten vergrößert. In den späten 1980er Jahren wurde das Krankenhaus grundlegend modernisiert und durch mehrere Anbauten erweitert. So wurde ein neuer Untersuchungs- und Behandlungstrakt gebaut, wobei die ursprüngliche Architektur berücksichtigt wurde. Ebenfalls wurde zur Oker hin auf der Parkseite ein neuer Küchentrakt errichtet sowie ein weiterer Anbau. Insgesamt wurde bei den Bauarbeiten darauf geachtet, dass der alte Baumbestand geschont wurde. Die Bettenzahl wurde geringfügig auf 123 reduziert.
Der Geschäftsbetrieb des St.-Vinzenz-Krankenhauses wurde am 31. Dezember 2016 eingestellt.

### Seit 2020: Haus St. Vinzenz
2017 übernahm die Evangelische Stiftung Neuerkerode den Gebäudekomplex und eröffnete nach diversen Umbau- und Sanierungsarbeiten im Frühjahr 2020 das Senioren- und Pflegezentrum St. Vinzenz für maximal 97 Personen.
Durch die Nutzungsänderung seit 1932 als Krankenhaus und Pflegeheim, die damit verbundenen zahlreichen, „wenig geglückten“ Um- und Anbaumaßnahmen der vergangenen Jahrzehnte sowie die Kriegsschäden und deren Beseitigung haben sich sowohl das äußere, als auch das innere Erscheinungsbild der ursprünglichen Villa grundlegend verändert. Raumgestaltung und Proportionen des heutigen Gebäudekomplexes haben mit der Villa des Jahres 1890 nur noch sehr wenig zu tun. Insbesondere zur Straßenseite sind die Veränderungen sehr deutlich, nicht zuletzt auch durch die Beseitigung der Arkaden sowie die zwischen 1988 und 1990 durchgeführten Maßnahmen zum Dachausbau, der unter anderem auch den Einbau mehrerer Gauben umfasste.